# The Night Train
The Night Train (Originaltitel Nattåget, schwedisch für "Nachtzug") ist ein Kurzfilm von Jerry Carlsson, der im Sommer 2020 bei den Internationalen Filmfestspielen in Venedig seine Premiere feierte.

## Handlung
Der 18-jährige Oskar sitzt im Nachtzug und fährt nach einem Interview in Stockholm nach Hause in Älvsbyn. Als seine Blicke die des jungen Ahmad kreuzen, sieht er in dessen Augen zum ersten Mal das gleiche Verlangen, das auch er verspürt.

## Produktion
Regie führte Jerry Carlsson, der auch das Drehbuch schrieb. Der Originalfilmtitel Nattåget ist der schwedische Nachtzug.
Eine erste Vorstellung erfolgte im Sommer 2020 bei den Internationalen Filmfestspielen in Venedig. Im Oktober 2020 wurde er im Rahmen der Semana Internacional de Cine de Valladolid vorgestellt.

## Auszeichnungen
Internationale Filmfestspiele von Venedig 2020
- Nominierung als Bester Kurzfilm für den Venice Horizons Award (Jerry Carlsson)[3]

Semana Internacional de Cine de Valladolid 2020
- Nominierung als Bester ausländischer Kurzfilm in der Sektion Meeting Point (Jerry Carlsson)
- Auszeichnung mit dem "Spiga Arcoiris"[1][4]